# S.O.S : Éruption en plein vol

S.O.S : Éruption en plein vol (Airplane vs. Volcano) est un téléfilm américain réalisé et écrit par James Kondelik et Jon Kondelik sorti le 28 mars 2014 dans certaines salles de cinéma aux États-Unis. En France, le téléfilm est diffusé le 20 juin 2015 sur NT1.

## Synopsis
Un avion se retrouve au beau milieu d'une éruption volcanique. Les pilotes inconscients ne peuvent aider l'équipage ainsi que les passagers. Bloqué sur le pilotage automatique, et à cause des interférences provoqués par l'explosion du volcan, l'avion est contraint de tourner en rond à l'intérieur de cette zone de danger. La mobilisation sur terre et dans l'avion se prépare.

## Distribution
- Dean Cain : Rick Pierce
- Robin Givens : Lisa Whitmore
- Tamara Goodwin : Rita Loss
- Matt Mercer : Landon Todd
- Morgan West : Neil Tully
- Lawrence Hilton-Jacobs : Jim Kirkland
- Graham Denman : Private Vaughn
- Mike Jerome Putnam : Col Rhyker
- Anthony Marks : Frank Matthews
- David Vega : Carlos Crieger
- Ryan Budds: Private Thatch
- Jonathan Nation: Captain Minor
- Jeffrey Groff: Jeff Spair
- Natalie Burtney: Jennifer
- Zachary Haven: Tony
- Jeremy Walker: Major Step
- Laura Alexandra Ramos: Sergeant Graham